# Necremnus silvae
Necremnus silvae är en stekelart som beskrevs av Storozheva 1995. Necremnus silvae ingår i släktet Necremnus och familjen finglanssteklar. Inga underarter finns listade i Catalogue of Life.